# Alana Beard
Pour les articles homonymes, voir Beard.
Alana Beard, née le 14 mai 1982 à Shreveport en Louisiane, est une joueuse américaine de basket-ball, évoluant au poste d'arrière ou d'ailière.

## Biographie
Au terme de ses quatre années universitaires passées à Raleigh, Beard est la meilleure scoreuse de tous les temps des Blue Devils de Duke avec 2 687 points et les deux meilleures performances sur une saison, mais aussi le plus grand nombre de passes décisives en carrière. Elle est la première joueuse de Duke à voir son maillot retiré.
Malgré ces bonnes performances et ses deux Final Four NCAA, elle n'est sélectionnée qu'en deuxième position lors de la draft 2004, devancée par l'autre star universitaire de l'époque, Diana Taurasi, qui elle a eu la chance de remporter trois titres universitaires avec les Huskies du Connecticut.
Pour sa première saison WNBA avec les Mystics de Washington, elle est proche du titre de Rookie of the Year, titre qui est remporté par Diana Taurasi. Courant septembre, elle est nommée joueuse de la semaine, ce qui n'avait plus été réalisé par une joueuse de première année depuis deux ans. Elle termine également la saison dans le second cinq défensif de la WNBA. Dès la saison suivante, elle est la meilleure marqueuse de son équipe, avec 14,1 points. Elle termine pour la seconde année consécutive dans le second cinq défensif. Elle est également nommée dans la WNBA All-Star Team. Sa première saison dans la ligue se termine en demi-finale de Conférence Est où les Mystics s'inclinent deux victoires à une face au Sun du Connecticut.
Sa progression continue lors de la saison WNBA 2006 où elle termine sixième au nombre de points inscrits, avec 19,1 points, et au nombre d'interceptions. Ses qualités défensives sont de nouveau récompensées d'une nomination dans le second cinq défensif. Elle participe à son second All-Star Game. Elle termine la saison dans la WNBA All-Second team (second cinq de WNBA). Pour la deuxième fois de sa carrière, elle est éliminée en play-off par les Suns. 
Lors de la saison WNBA 2007, elle franchit la barre des 2 000 points en carrière et la barre des 500 rebonds. Ses 18,8 points la placent à la quatrième place de la ligue en termes de point. Elle est de nouveau récompensée d'un titre de joueuse WNBA de la semaine et participe à son troisième All-Star consécutif, le second en tant que débutante dans le cinq de départ. Elle est sélectionnée dans le premier cinq défensif de la ligue.
Lors de la saison suivante, sa moyenne de points régresse pour atteindre les 16,1 points. Elle fait toutefois passer sa moyenne de passes décisives de 3,0 à 3,5, sa moyenne d'interception restant sensiblement la même avec 1,7 pour 1,9 l'année précédente.
Lors de la Saison WNBA 2009, Washington retrouve les play-offs WNBA. Lors de ceux-ci, le Fever de l'Indiana emportent les deux rencontres 88 à 79 puis 81 à 74, Beard marquant respectivement 9 puis 10 points,. Elle participe à son quatrième WNBA All-Star Game. Elle ne participe pas à la compétition en 2010 en raison d'une blessure.
Durant les périodes entre deux saisons WNBA, elle évolue à l'étranger. Elle évolue ainsi avec les Canberra Capitals en Women's National Basketball League (ligue australienne) et Women's Korea Basketball League. Elle évolue ensuite en Europe, avec le club polonais Lotos Gdynia. Elle participe ainsi la plus grande compétition en Europe, l'euroligue. C'est ainsi qu'elle est nommée pour le All-star Game de l'Euroligue 2009.
Elle est sélectionnée pour représenter les couleurs américaines lors du mondial 2006 au Brésil. La sélection doit abandonner son titre après une défaite en demi-finale face aux Russes. Les Américaines obtiennent toutefois la médaille de bronze. Lors de cette compétition, Alana Beard marque en moyenne 3,8 points par rencontre. Elle retrouve sa sélection nationale à l'occasion d'un rassemblement en 2009. Celui-ci a pour but de préparer les futures échéances de l'équipe américaine, le mondial 2010 et les jeux olympiques de Londres.
Elle ne dispute pas la saison WNBA 2010 en raison d'une blessure à la cheville, puis la saison suivante de la ligue américaine pour une blessure au pied. Elle évolue ensuite en Europe, en Israël avec Elitzur Ramla. Elle retrouve la WNBA lors de la saison 2012 où elle évolue désormais avec les Sparks de Los Angeles, franchise avec laquelle elle signe que agent libre en février 2012.
Membre du meilleur cinq défensif de la WNBA en 2016, elle est respectée en ce domaine par Lindsay Whalen : « Elle est une grande défenseuse. Il faut s'en méfier. Il faut faire des petites choses et être attentive aux détails ». Lors de la première manche des Finales WNBA, elle reçoit démarquée la balle et inscrit le panier de la victoire pour sceller une victoire 78 à 76 à Minneapolis. « Toit le monde va parler du tir d'AB, les deux actions défensives clés, son contre sur Lindsay Whalen et son interception sur Maya Moore, ont été les possessions les plus cruciales pour nous » lui rend hommage Candace Parker. Les Sparks remportent le titre de champion de la saison WNBA 2016.
Lors de la saison 2017, elle est élue meilleure défenseure de la saison WNBA avec 28 voix sur 40 possibles et figure ainsi pour la septième fois de sa carrière dans le meilleur cinq défensif de la ligue. Cette saison, elle est leader de la WNBA aux interceptions (2,09), domaine dans lequel les Sparks dominent la ligue (9,29) et les balles perdues de l'adversaire (16,4). Los Angeles est second de la saison WNBA au rating défensif (96,0 points pour 100 possessions) et les points concédés points (75,2). En 2017, les moyennes de Beard sont de 6,9 points à 49,7 % (record en carrière), 3,3 rebonds et 2,2 passes décisives et les Sparks sont seconds de la saison régulière avec 26 victoires pour seulement 8 défaites.
En 2018, elle reçoit le titre de Meilleure défenseure de la saison WNBA (devant Sylvia Fowles) pour la seconde saison consécutive, devenant la cinquième joueuse de la WNBA à réaliser cette performance. En 2018, ses 1.47 interception pare rencontre la placent au 4e rang dans la ligue alors que les Sparks sont l'équipe qui intercepte le plus (7,94), accorde le moins de points (77,0) et provoque le plus de balles perdues (14,97) avec un meilleur rating défensif de 98,7 pour 100 possessions, ce qui permet aux Sparks de se qualifier pour les play-offs.
En 2021, elle évoque son souhait de fonder une nouvelle franchise WNBA à Oakland.

## Club

### NCAA
- 2000-2004 Blue Devils de Duke

### Autres
- Canberra Capitals
- Shinsegae Coolcat
- 2008-2009 :  Lotos Gdynia
- 2011-2012 :  Elitzur Ramla
- 2012-2013 :  Wisła Cracovie

### WNBA
- 2004-2011 :  Mystics de Washington
- 2012- :  Sparks de Los Angeles

## Palmarès

### Club
- Final Four de la NCAA en 2003 et 2004
- Championne WNBA 2016[13]

### Sélection nationale
- Championnat du monde de basket-ball féminin
  -  Médaille de bronze au Championnat du monde de basket-ball féminin 2006 au Brésil
- Compétitions de jeunes
  - Médaille d'or du championnat du monde des jeunes en 2003
  - Médaille de bronze au championnat du monde junior 2001

### Distinctions personnelles
- Draftée en 2e position par les Mystics de Washington
- Participation au All Star Game 2005, 2006, 2007, 2009
- Meilleur cinq défensif de la WNBA 2007, 2012, 2016[9]
- Second cinq défensif de la WNBA 2005, 2006, 2009, 2014
- Second meilleur cinq de la WNBA (2006, 2017)
- Meilleure défenseure de la saison WNBA (2017[14] et 2018[15]).